# Takeo Takahashi
Takeo Takahashi (高橋 武夫 Takahashi Takeo?,  nacido el 13 de mayo de 1947 en Tokio) es un exfutbolista japonés que se desempeñaba como delantero.
Takahashi jugó 14 veces y marcó 4 goles para la Selección de fútbol de Japón entre 1966 y 1970. Takahashi fue elegido para integrar la selección nacional de Japón para los Juegos Asiáticos de 1966 y 1970.

## Trayectoria

### Clubes
| Club              | País  | Año         |
| ----------------- | ----- | ----------- |
| Furukawa Electric | Japón | 1966 - 1973 |
| Toshiba           | Japón | 1979 - 1982 |

### Selección nacional
| Selección | País  | Año         |
| --------- | ----- | ----------- |
| Absoluta  | Japón | 1966 - 1970 |

## Estadística de equipo nacional
| Selección de Japón | Selección de Japón | Selección de Japón |
| Año                | Part.              | Goles              |
| ------------------ | ------------------ | ------------------ |
| 1966               | 2                  | 1                  |
| 1967               | 1                  | 0                  |
| 1968               | 2                  | 0                  |
| 1969               | 1                  | 0                  |
| 1970               | 8                  | 3                  |
| Total              | 14                 | 4                  |

## Palmarés

### Distinciones individuales
| Distinción                  | Año  |
| --------------------------- | ---- |
| Japan Soccer League Best XI | 1967 |